# Союз ТМ-30
Союз ТМ-30 е пилотиран космически кораб от серията „Союз ТМ“ към станцията „Мир“ и 106-и полет по програма „Союз“.

## Екипаж

#### Основен
- Сергей Залетин(1) – командир
- Александър Калери(3) – бординженер

#### Дублиращ
- Салижан Шарипов – командир
- Павел Виноградов – бординженер

- Първоначално, в състава на основния екипаж влиза и актьорът Владимир Стеклов. Предвиждало се провеждане на снимки за филм. Поради недостатъчно финансиране това не се сосъществява.

## Параметри на мисията
- Маса: 7000 кг
- Перигей: 186 км
- Апогей: 222 км
- Наклон на орбитата: 51,7°
- Период: 88,6 мин

## Описание на полета
Основната задача на мисията е да реактивира и ремонтира космическата станция, която е на края на оперативния си живот. След тази мисия вече имало няколко планирани „търговски“ мисии, но недостатъчното финансиране в крайна сметка решава съдбата ѝ да бъде свалена от орбита.
Двамата космонавти успешно реактивират необитаемата станция. Разтоварен е скаченият предварително с нея товарен космически кораб Прогрес М1-1. Преди разкачването на „Прогрес“, чрез неговите двигатели орбитата на станцията е вдигната до перигей 360 и апогей 378 км. На 27 април със станцията се скачва корабът „Прогрес М1-2“. Корабът доставя на орбиталния комплекс около 2,3 тона храна, консумативи и оборудване.
Единственото си излизане в безвъздушното пространство космонавтите извършват на 12 май. Експериментира се със специално лепило за уплътняване на повреди и пукнатини по външната повърхност и е проверена повредата на слънчевата батерия на модула Квант. Накрая е направено панорамно фотозаснемане на външната повърхност на станцията. Това е необходимо, за да могат специалистите да се анализират ефектите от стареенето на материалите.

### Космическа разходка
| № | Участници                        | Начало                | Край                  | Продължителност   |
| - | -------------------------------- | --------------------- | --------------------- | ----------------- |
| 1 | Александър Калери Сергей Залетин | 12 май 2000 10:44 UTC | 12 май 2000 15:47 UTC | 5 часа и 3 минути |

Първоначално продължителността на полета е планирана около два месеца. Идеята за удължаване живота на станцията Мир поради недостатъчното финансиране, а и насочването на усилията за изграждане на Международната космическа станция решават съдбата ѝ. На 16 юни екипажът успешно се приземява в Казахстан.